# Gminy w Polsce z językiem pomocniczym

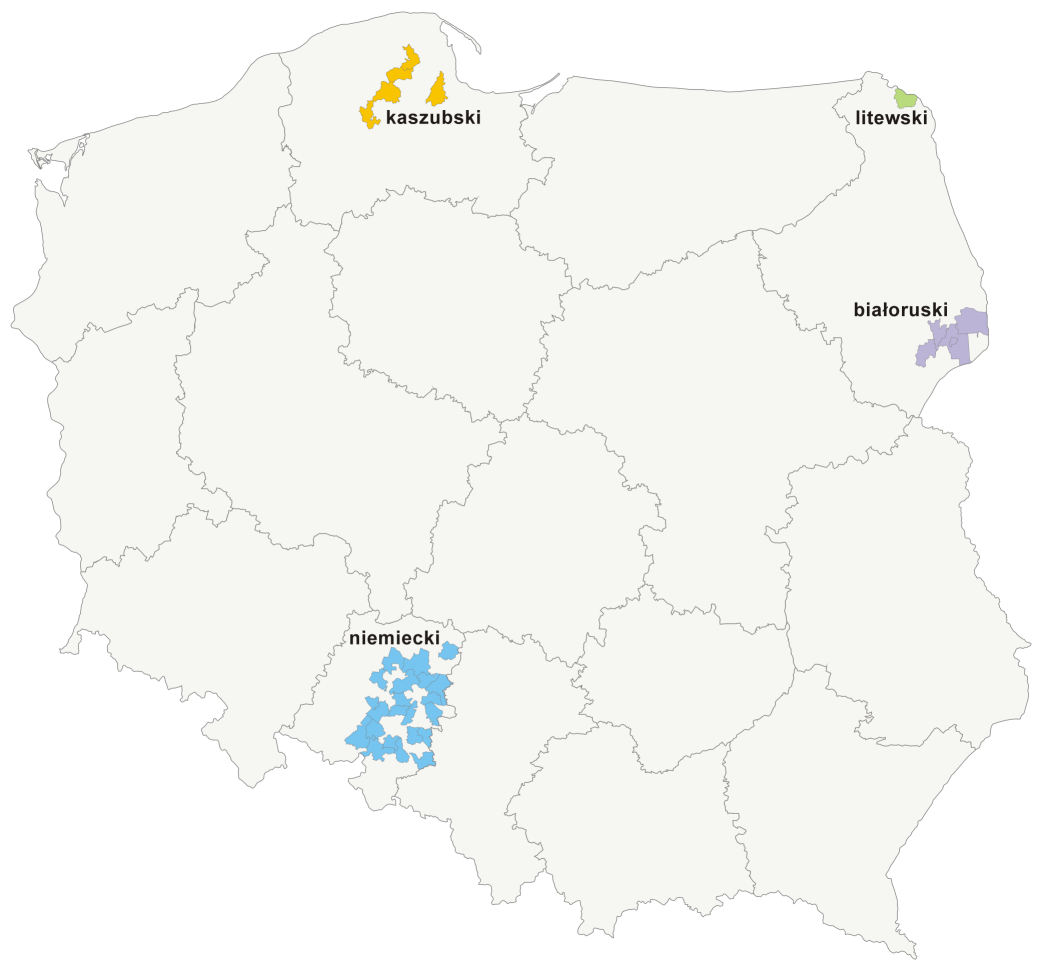
Gminy, w których wprowadzono język mniejszości jako język pomocniczy (stan na 21.02.2014)

Gminy w Polsce z językiem pomocniczym – gminy, w których zgodnie z ustawą z dnia 6 stycznia 2005 r. o mniejszościach narodowych i etnicznych oraz o języku regionalnym, samorządy mogą wprowadzić język mniejszości jako język pomocniczy stosowany w kontaktach z organami gminy. W gminach tych osoby należące do mniejszości narodowej, etnicznej lub posługujące się językiem regionalnym muszą stanowić co najmniej 20% mieszkańców.

## Gminy, w których osoby należące do mniejszości stanowią co najmniej 20% mieszkańców

### Spis powszechny z 2002 r.
Zgodnie z wynikami spisu powszechnego z 2002 roku tylko cztery mniejszości stanowiły co najmniej 20% mieszkańców gmin.
Mniejszości które stanowią ponad 20% ludności danej gminy to:
- mniejszość białoruska w 12 gminach województwa podlaskiego[3]: Bielsk Podlaski-miasto, Bielsk Podlaski-wieś, Czeremcha, Czyże, Dubicze Cerkiewne, Gródek, Hajnówka-miasto, Hajnówka-wieś, Kleszczele, Narew, Narewka, Orla
- mniejszość litewska w 1 gminie województwa podlaskiego[3]: Puńsk
- mniejszość niemiecka w 27 gminach województwa opolskiego[4]: Biała, Bierawa, Chrząstowice, Cisek, Dobrodzień, Dobrzeń Wielki, Głogówek, Izbicko, Jemielnica, Kolonowskie, Komprachcice, Lasowice Wielkie, Leśnica, Łubniany, Murów, Olesno, Pawłowiczki, Polska Cerekiew, Prószków, Radłów, Reńska Wieś, Strzeleczki, Tarnów Opolski, Turawa, Ujazd, Walce, Zębowice i 1 gminie województwa śląskiego: Krzanowice
- mniejszość kaszubska w 10 gminach województwa pomorskiego[5]: Chmielno, Linia, Parchowo, Przodkowo, Puck (gmina wiejska), Sierakowice, Somonino, Stężyca, Sulęczyno, Szemud.

### Spis powszechny z 2011 r.
Nowe dane opracowane zostały na podstawie wyników narodowego spisu powszechnego w 2011 roku. Ze względu na to, że w spisie tym można było podać dwie narodowości (były dwa pytania o przynależność narodową), odsetek ludności w gminach należącej do danej mniejszości w rozumieniu ustawy o mniejszościach narodowych jest wyliczany następująco: dla osób deklarujących tylko jedną narodowość – uwzględniona jest ta narodowość; dla osób deklarujących polską i niepolską narodowość – uwzględniona jest narodowość niepolska bez względu na to, czy była wymieniona jako pierwsza (w odpowiedzi na pierwsze pytanie), czy jako druga (w odpowiedzi na drugie pytanie); dla osób deklarujących dwie niepolskie narodowości brana pod uwagę jest tylko pierwsza z wymienionych narodowości (odpowiedź na pierwsze pytanie).
Podobnie jak to miało miejsce w przypadku danych ze spisu z 2002 r., tylko cztery mniejszości stanowiły co najmniej 20% mieszkańców gmin. Również liczba gmin, w których przedstawiciele danych mniejszości stanowią ponad 20% ludności nie zmieniła się – jest ich nadal 51, jednak częściowo są to inne gminy: przedstawiciele mniejszości białoruskiej stanowią co najmniej 20% mieszkańców w 9 gminach (ubytek trzech gmin), niemieckiej w 22 gminach (trzy nowe gminy powyżej 20%, jednak 9 gmin poniżej 20%), kaszubskiej w 19 gminach (wzrost o 9 gmin).
Mniejszości które stanowią ponad 20% ludności danej gminy to:
- mniejszość białoruska w 9 gminach województwa podlaskiego: Bielsk Podlaski (gmina wiejska), Czyże, Dubicze Cerkiewne, Hajnówka (gmina miejska), Hajnówka (gmina wiejska), Kleszczele, Narew, Narewka, Orla
- mniejszość litewska w 1 gminie województwa podlaskiego: Puńsk
- mniejszość niemiecka w 19 gminach województwa opolskiego: Biała, Cisek, Głogówek, Jemielnica, Kolonowskie, Lasowice Wielkie, Leśnica, Murów, Polska Cerekiew, Popielów, Prószków, Radłów, Reńska Wieś, Strzeleczki, Tarnów Opolski, Turawa, Ujazd, Walce, Zębowice oraz 3 gminach województwa śląskiego: Krzanowice, Pietrowice Wielkie, Rudnik
- mniejszość kaszubska w 19 gminach województwa pomorskiego: Chmielno, Czarna Dąbrówka, Dziemiany, Jastarnia, Kartuzy, Krokowa, Linia, Lipnica, Lipusz, Luzino, Parchowo, Przodkowo, Puck (gmina wiejska), Sierakowice, Somonino, Stężyca, Sulęczyno, Szemud, Żukowo.

W sześciu gminach, w których wprowadzono niemiecki jako język pomocniczy (Bierawa, Chrząstowice, Dobrodzień, Dobrzeń Wielki, Izbicko i Komprachcice), mniejszość według danych ze spisu z 2011 r. stanowi mniej niż 20% mieszkańców.

## Wykaz gmin, w których wprowadzono język pomocniczy
W 33 gminach wprowadzono język pomocniczy (stan na 21 lutego 2014):

### białoruski

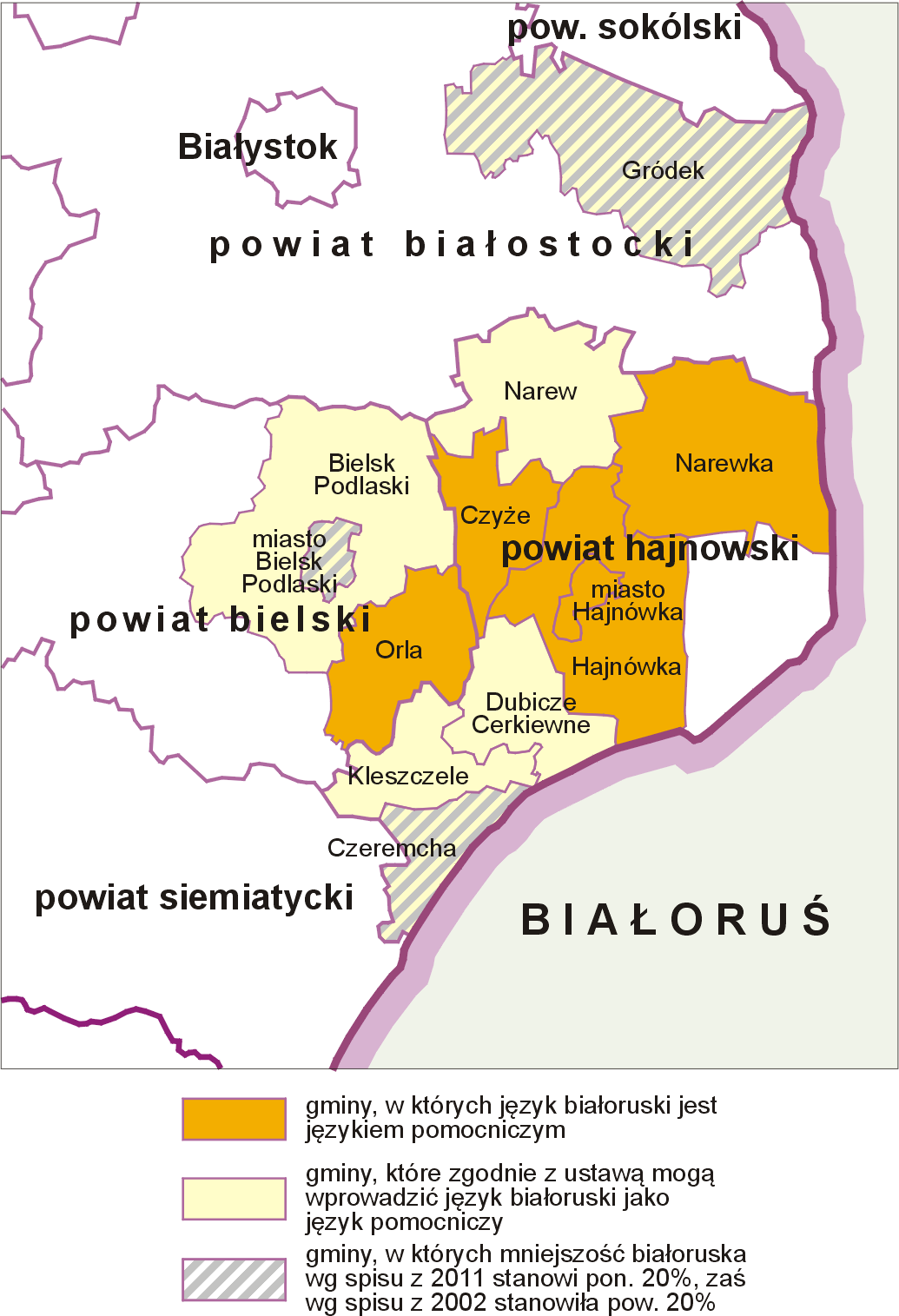
Gminy w województwie podlaskim, w których wprowadzono lub można wprowadzić język białoruski jako język pomocniczy

- gmina miejska Hajnówka (Гайнаўка) od 3 grudnia 2007 r.
- gmina Czyże (гміна Чыжы) od 8 lutego 2010 r.
- gmina Hajnówka (гміна Гайнаўка) od 28 maja 2010 r.
- gmina Narewka (гміна Нараўка) od 16 czerwca 2009 r.
- gmina Orla (гміна Орля) od 7 maja 2009 r.; od 11 stycznia 2011 r. w gminie obowiązuje również białoruskie nazewnictwo dla wybranych miejscowości

### kaszubski

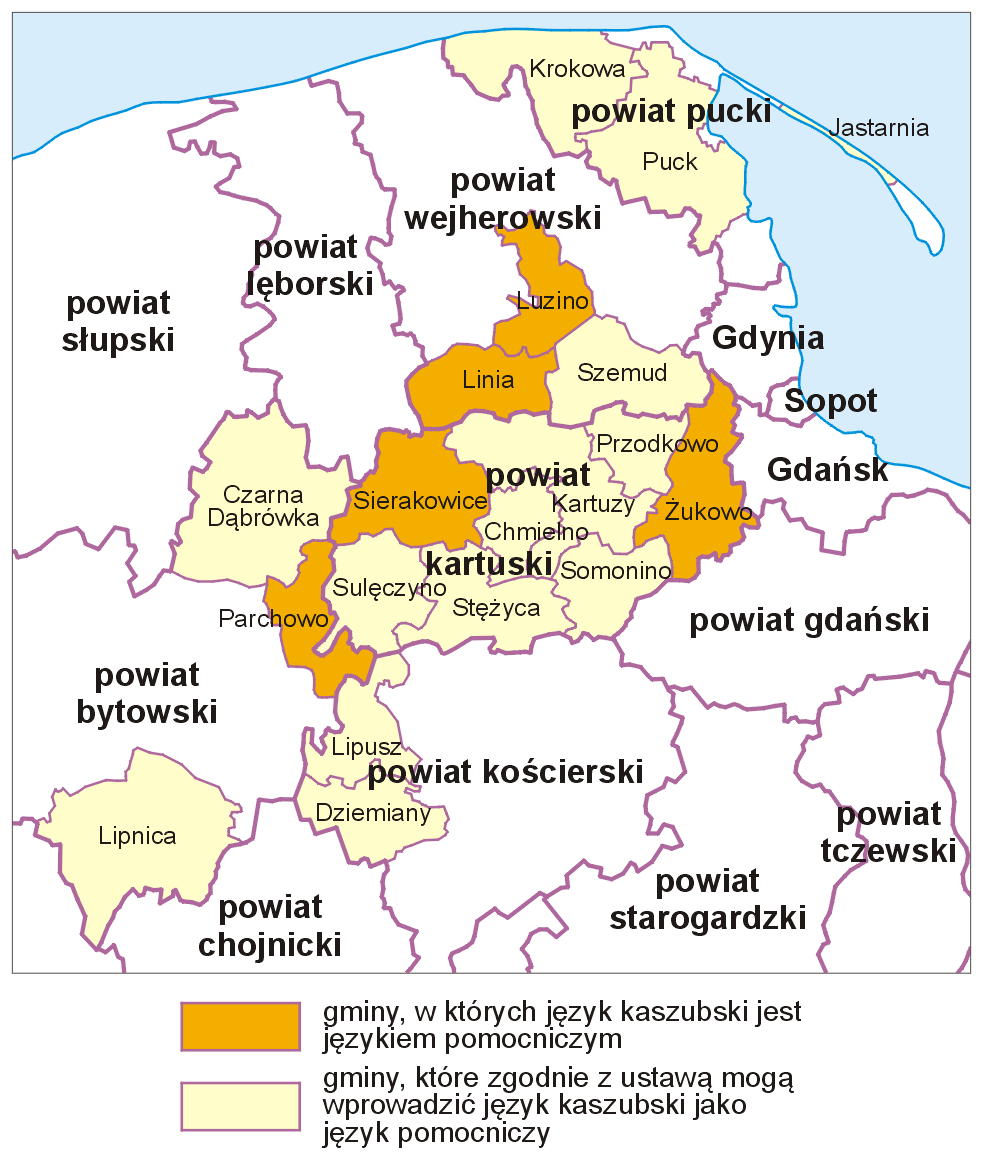
Gminy w województwie pomorskim, w których wprowadzono lub można wprowadzić język kaszubski jako język pomocniczy

- gmina Linia (gmina Lëniô) od 23 kwietnia 2012 r.; od 30 kwietnia 2010 r. w gminie obowiązuje również kaszubskie nazewnictwo dla wybranych miejscowości
- gmina Luzino (gmina Lëzëno) od 21 lutego 2014 r.; od 26 maja 2014 r. w gminie obowiązuje również kaszubskie nazewnictwo dla wybranych miejscowości
- gmina Parchowo (gmina Parchòwò) od 16 sierpnia 2006 r.; od 10 stycznia 2011 r. w gminie obowiązuje również kaszubskie nazewnictwo dla wybranych miejscowości
- gmina Sierakowice (gmina Serakòjce) od 23 października 2007 r.; od 1 grudnia 2009 r. w gminie obowiązuje również kaszubskie nazewnictwo dla wybranych miejscowości
- gmina Żukowo (gmina Żukòwò) od 17 lipca 2013 r.; od 28 sierpnia 2013 r. w gminie obowiązuje również kaszubskie nazewnictwo dla wybranych miejscowości

### litewski
- gmina Puńsk (Punsko valsčius) od 25 maja 2006 r.; od 20 maja 2008 r. w gminie obowiązuje również litewskie nazewnictwo dla wybranych miejscowości

### niemiecki

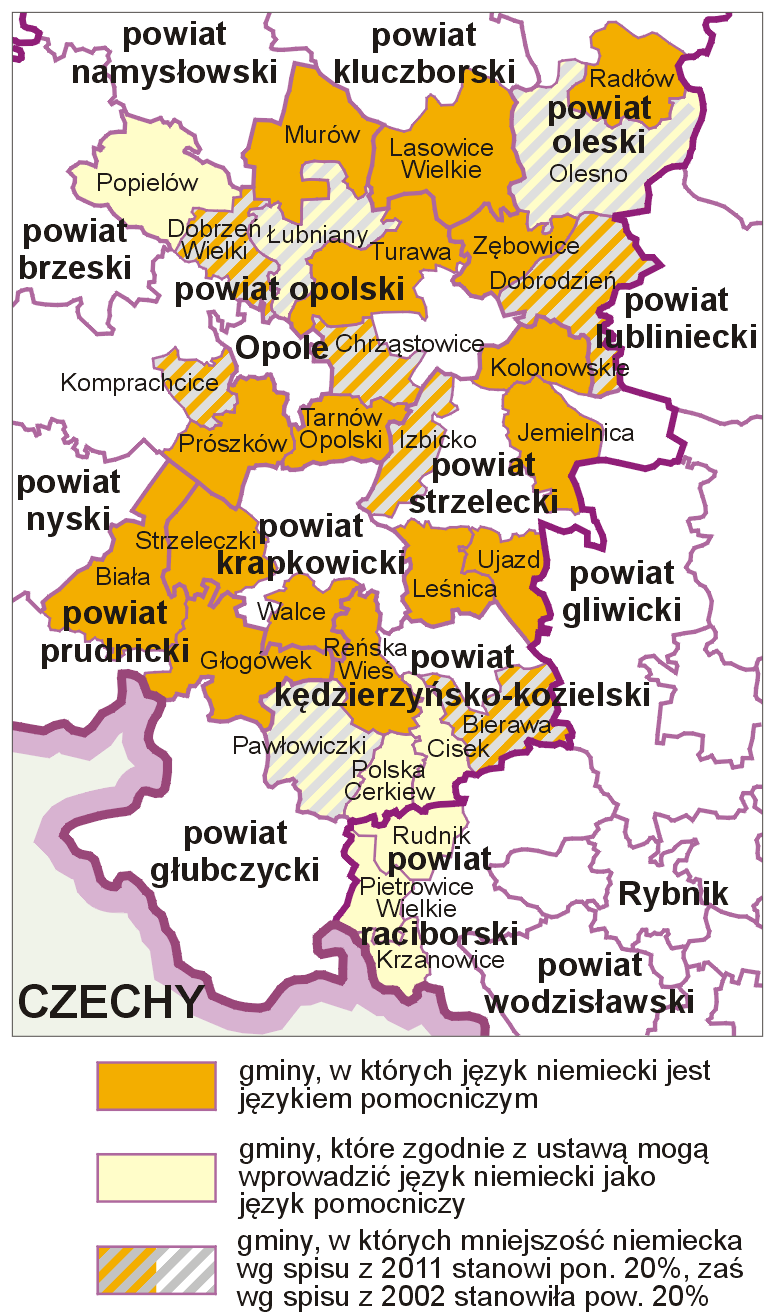
Gminy w województwie opolskim i śląskim, w których wprowadzono lub można wprowadzić język niemiecki jako język pomocniczy

- gmina Biała (Gemeinde Zülz) od 6 marca 2006 r.; od 24 listopada 2008 r. w gminie obowiązuje również niemieckie nazewnictwo dla wybranych miejscowości
- gmina Bierawa (Gemeinde Birawa) od 23 kwietnia 2007 r.; od 10 stycznia 2011 r. w gminie obowiązuje również niemieckie nazewnictwo dla wybranych miejscowości (według nowych danych ze spisu z 2011 r. mniejszość niemiecka stanowi mniej niż 20% mieszkańców gminy)
- gmina Chrząstowice (Gemeinde Chronstau) od 25 stycznia 2006 r.; od 20 maja 2008 r. w gminie obowiązuje również niemieckie nazewnictwo dla wybranych miejscowości (według nowych danych ze spisu z 2011 r. mniejszość niemiecka stanowi mniej niż 20% mieszkańców gminy)
- gmina Dobrodzień (Gemeinde Guttentag) od 13 maja 2009 r.; od 4 lipca 2008 r. w gminie obowiązuje również niemieckie nazewnictwo geograficzne (według nowych danych ze spisu z 2011 r. mniejszość niemiecka stanowi mniej niż 20% mieszkańców gminy)
- gmina Dobrzeń Wielki (Gemeinde Groß Döbern) od 22 kwietnia 2009 r.; od 1 grudnia 2009 r. w gminie obowiązuje również niemieckie nazewnictwo dla wybranych miejscowości (według nowych danych ze spisu z 2011 r. mniejszość niemiecka stanowi mniej niż 20% mieszkańców gminy)
- gmina Głogówek (Gemeinde Oberglogau) od 22 kwietnia 2009 r.; od 1 grudnia 2009 r. w gminie obowiązuje również niemieckie nazewnictwo dla wybranych miejscowości
- gmina Izbicko () od 6 marca 2006 r.; od 20 maja 2008 r. w gminie obowiązuje również niemieckie nazewnictwo geograficzne (według nowych danych ze spisu z 2011 r. mniejszość niemiecka stanowi mniej niż 20% mieszkańców gminy)
- gmina Jemielnica (Gemeinde Himmelwitz) od 28 sierpnia 2006 r.; od 14 listopada 2008 r. w gminie obowiązuje również niemieckie nazewnictwo dla wybranych miejscowości
- gmina Kolonowskie (Gemeinde Colonnowska) od 22 września 2006 r.; od 14 listopada 2008 r. w gminie obowiązuje również niemieckie nazewnictwo dla wybranych miejscowości
- gmina Komprachcice (Gemeinde Comprachtschütz) od 4 czerwca 2009 r.; od 1 grudnia 2009 r. w gminie obowiązuje również niemieckie nazewnictwo dla wybranych miejscowości (według nowych danych ze spisu z 2011 r. mniejszość niemiecka stanowi mniej niż 20% mieszkańców gminy)
- gmina Lasowice Wielkie (Gemeinde Groß Lassowitz) od 18 października 2006 r.; od 16 sierpnia 2010 r. w gminie obowiązuje również niemieckie nazewnictwo dla wybranych miejscowości
- gmina Leśnica (Gemeinde Leschnitz) od 17 maja 2006 r.; od 11 kwietnia 2008 r. w gminie obowiązuje również niemieckie nazewnictwo dla wybranych miejscowości
- gmina Murów (Gemeinde Murow) od 22 kwietnia 2009 r.; od 31 marca 2009 r. w gminie obowiązuje również niemieckie nazewnictwo dla wybranych miejscowości
- gmina Prószków (Gemeinde Proskau) od 11 lipca 2006 r.; od 30 kwietnia 2010 r. w gminie obowiązuje również niemieckie nazewnictwo dla wybranych miejscowości
- gmina Radłów (Gemeinde Radlau) od 25 stycznia 2006 r.; od 22 grudnia 2006 r. w gminie obowiązuje również niemieckie nazewnictwo dla wybranych miejscowości
- gmina Reńska Wieś (Gemeinde Reinschdorf) od 26 października 2006 r.; od 11 stycznia 2011 r. w gminie obowiązuje również niemieckie nazewnictwo dla wybranych miejscowości
- gmina Strzeleczki (Gemeinde Klein Strehlitz) od 17 maja 2006 r.; od 24 listopada 2008 r. w gminie obowiązuje również niemieckie nazewnictwo dla wybranych miejscowości
- gmina Tarnów Opolski (Gemeinde Tarnau) od 15 lutego 2007 r.; od 14 kwietnia 2008 r. w gminie obowiązuje również niemieckie nazewnictwo dla wybranych miejscowości
- gmina Turawa (Gemeinde Turawa) od 12 września 2008 r.; od 8 marca 2012 r. w gminie obowiązuje również niemieckie nazewnictwo dla wybranych miejscowości
- gmina Ujazd (Gemeinde Ujest) od 28 sierpnia 2006 r.; od 19 listopada 2008 r. w gminie obowiązuje również niemieckie nazewnictwo dla wybranych miejscowości
- gmina Walce (Gemeinde Walzen) od 4 kwietnia 2006 r.; od 3 czerwca 2009 r. w gminie obowiązuje również niemieckie nazewnictwo dla wybranych miejscowości
- gmina Zębowice (Gemeinde Zembowitz) od 23 października 2007 r.; od 19 listopada 2008 r. w gminie obowiązuje również niemieckie nazewnictwo dla wybranych miejscowości